# Det Kongelige Danske Kunstakademis Billedkunstskoler
Det Kongelige Danske Kunstakademis Billedkunstskoler er en del af Det Kongelige Danske Kunstakademi og har til opgave at give undervisning og drive forskning både inden for den skabende kunst (maleri, skulptur, grafik, foto, video etc.) og i de teoretiske og kulturhistoriske fag samt at foretage videreudvikling af de forskellige faglige og tekniske discipliner, der er forudsætningen for det billedkunstneriske arbejde.
Gennem 250 år har billedkunstskolerne inden for sit område været en parallel til universiteterne. Billedkunstskolerne er den eneste danske højere læreanstalt, hvor billedkunstnerisk virksomhed og forskning inden for de teoretiske og teknologiske områder er knyttet sammen. Billedkunstskolerne blev i sin nuværende form etableret i 1968, da Kunstakademiet blev opdelt i tre institutioner; de to andre er Kunstakademiets Arkitektskole og Det Kongelige Akademi for de Skønne Kunster. Siden kom Kunstakademiets Konservatorskole til.
Billedkunstkolerne består af Grunduddannelsen og de syv professorskoler: Billedhuggerskolen Charlottenborg, Malerskolen, Skolen for Mur og Rum, Grafisk Skole, Skolen for Tidsbaserede Medier, Sprog, Rum & Skala og Skolen for Mediekunst, samt Afdelingen for Teori og Formidling.

## Rektorer
(listen er ikke komplet)
Før 1974: Se Kunstakademiet
- 1974-1979: Ole Swalbe
- 1980-1985: Helge Bertram
- 1985-2005: Else Marie Bukdahl
- 2005-2014: Mikkel Bogh
- 2014-2019: Sanne Kofod Olsen
- 2019-2020: Kirsten Langkilde[1]
- 2021-: Lars Bent Petersen[1]